# Ernst Witt
Ernst Witt (Als, 26 de junho de 1911 — Hamburgo, 3 de julho de 1991) foi um matemático alemão.

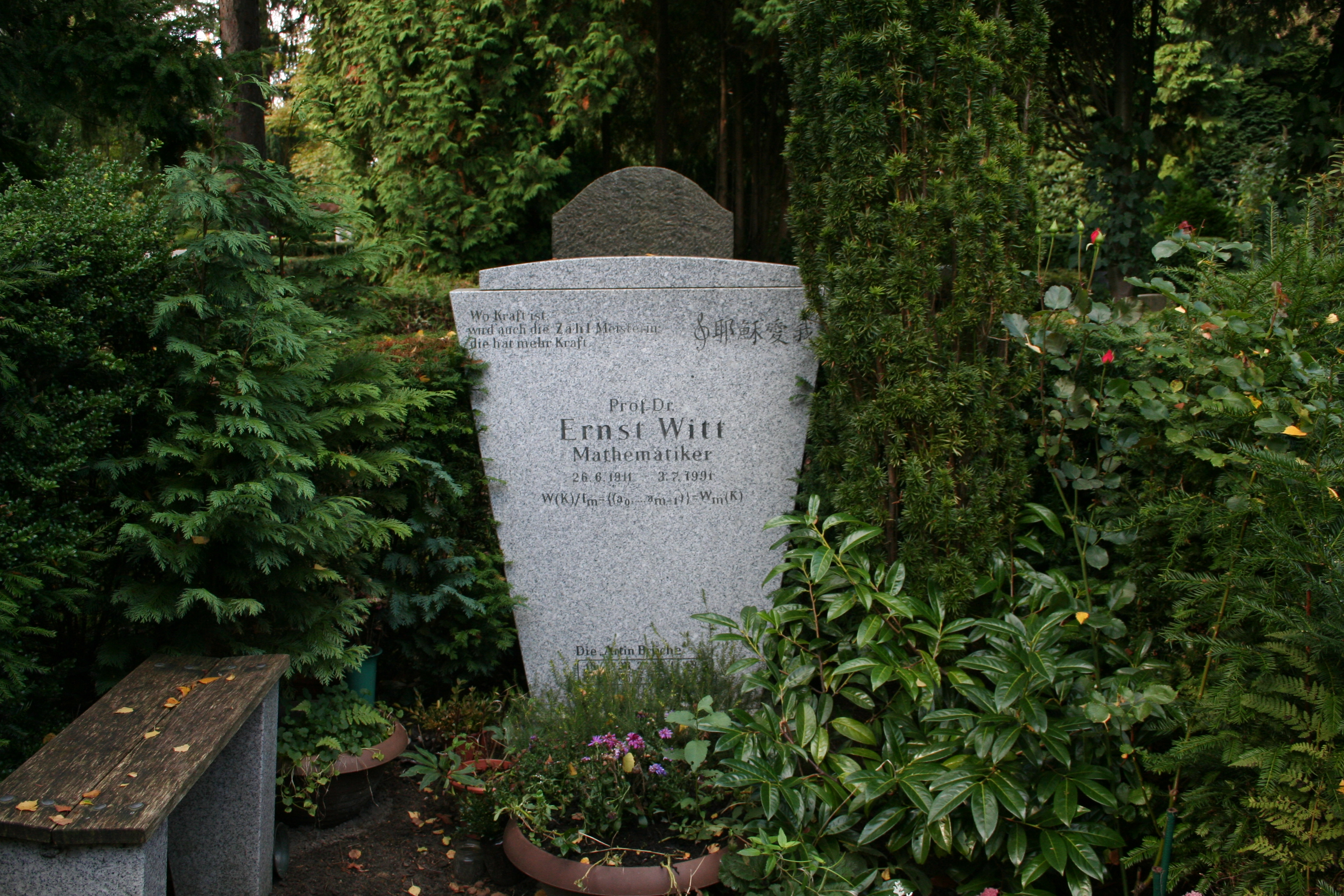
Sepultura de Ernst Witt